# Distichophyllum ceylanicum
Distichophyllum ceylanicum là một loài Rêu trong họ Hookeriaceae. Loài này được (Mitt.) Paris mô tả khoa học đầu tiên năm 1896.